# Friedrich Buxbaum
Friedrich Siegfried Buxbaum (Viena, 23 de setembre, 1869 – Londres, 2 d'octubre, 1948), va ser un violoncel·lista i compositor austríac. Va ser membre durant molt de temps de l'Orquestra de l'Òpera Estatal de Viena, la Filharmònica de Viena i el "Quartet Rosé". El 1938 ell i la seva família van haver d'emigrar i va morir a l'exili.

## Vida i treball
Friedrich Buxbaum provenia d'una família jueva. El seu pare era Max Buxbaum, un comerciant que s'havia traslladat de Bohèmia, la seva mare era Rosa, de soltera Wilharditz. De 1883 a 1887 va assistir al conservatori de la Societat d'Amics de la Música de Viena, on entre els seus professors hi havia Ferdinand Hellmesberger. Va aconseguir una feina com a violoncel·lista principal a l'Orquestra Simfònica de Glasgow, però aviat va tornar a Viena. El 1893 va esdevenir violoncel·lista principal de l'Òpera de la Cort de Viena i l'1 d'octubre de 1900 va ser acceptat a la Filharmònica de Viena en el mateix càrrec. Va ocupar els dos càrrecs fins al seu acomiadament el març de 1938.
A més del seu treball orquestral, Buxbaum va ser sempre actiu com a solista i va ser un músic de cambra molt sol·licitat. Va tocar en formacions de quartets de corda durant més de cinquanta anys. El 1894 va ser un dels membres fundadors del Quartet Fitzner, juntament amb Rudolf Fitzner (violí), Jaroslav Czerny (2n violí) i Otto Zert (viola). El conjunt va guanyar ràpidament reconeixement; Buxbaum va ser membre del conjunt fins al 1900. Aquest any va passar al Rosé Quartet, fundat i dirigit per Arnold Rosé. Aquest quartet es va dedicar principalment a la música clàssica vienesa (Haydn, Mozart, Beethoven i Schubert), però també va estrenar algunes obres de compositors contemporanis, per exemple Verklarte Nacht d'Arnold Schönberg el 18 de març de 1902 al "Kleiner Musikvereins-Saal" de Viena. Buxbaum era amic del compositor Alexander von Zemlinsky, i el Rosé Quartet també va tocar obres de Hans Gál, Franz Ippisch, Erich Wolfgang Korngold, Anton Webern i altres. El quartet va arribar al cim del seu impacte entre 1905 i 1920, quan va tocar amb una composició estable: Rosé, Fischer, Ruzitska, Buxbaum. El 1921 Buxbaum va deixar l'orquestra. El seu successor va ser Anton Walter. Buxbaum va fundar la seva pròpia formació, el "Buxbaum Quartet" amb Ernst Morawec, Robert Pollack i Max Starkmann. Tanmateix, Buxbaum va tornar més tard al Rosé Quartet i, per exemple, va participar en els concerts de música de cambra al Festival de Salzburg el 1935 i el 1936.
Buxbaum va ensenyar al Conservatori de la Societat d'Amics de la Música de Viena i a l'Acadèmia de Música de Viena. Entre els seus estudiants a Viena hi havia Carl Bamberger i Senta Benesch.

El 30 de juny de 1901 es va casar amb Katharina Schostal al temple de la ciutat de Viena, i el seu fill Erich va néixer a Viena el 17 d'agost de 1902. L'any 1903 la família es va convertir al catolicisme i els batejos van tenir lloc el 24 de febrer de 1903 a Sant Esteve. La seva mare va morir el 1917, el seu pare el 1919. Immediatament després de l'annexió d'Àustria, el març de 1938, va ser acomiadat de l'orquestra de l'Òpera Estatal de Viena després de quatre dècades i expulsat de l'Associació Filharmònica de Viena:
"Els membres no aris del personal en solitari no seran contractats fins que no s'hagin rebut instruccions superiors en el pla de joc (...) Es va ordenar la baixa necessària per excedència i preocupacions (...)"
– Erwin Kerber: Director de l'Òpera Estatal de Viena.
El setembre del mateix any, Friedrich Buxbaum va emigrar a Gran Bretanya amb la seva dona i el seu fill i inicialment es va convertir en primer violoncel·lista de l'Orquestra Simfònica de Glasgow. La família es va trobar amb dificultats econòmiques, que es van resoldre gràcies a una iniciativa d'Alma Rosé -la refundació del Rosé Quartet a Londres, amb el seu fundador i líder Arnold Rosé i amb Buxbaum. La mateixa Alma Rosé no va obtenir un permís de treball, va anar a La Haia, després va ser capturada pels nacionalsocialistes i deportada a Auschwitz. Allà va dirigir l'orquestra de noies d'Auschwitz. Va perdre la vida el 1944.

L'anglès Rosé Quartet va tenir el seu primer compromís a finals de 1939 i va tocar regularment a la National Gallery i al Wigmore Hall. El quartet va donar el seu darrer concert a Londres l'any 1945, i Arnold Rosé va morir l'any següent. Buxbaum també va treballar com a solista a l'exili i va tocar, entre d'altres, amb la pianista Charlotte Eisler, que també havia fugit del domini nazi. El 1946, amb expressions de pesar, se li va proposar tornar a la Filharmònica de Viena, però això no va passar mai. Quan la Filharmònica de Viena va actuar a Londres el setembre de 1947, va saludar els seus antics col·legues amb paraules iròniques:
"Estimats amics, estic tan feliç de poder tornar a estar amb vosaltres.
He sentit les vostres veus. Sonava meravellosament pur. Completament pur de jueus."
Com a senyal de reconciliació, la Filharmònica li va concedir la Medalla Nicolai. Un any més tard, Buxbaum va morir a l'exili als 79 anys.

## Premi
- 1947 Medalla Nicolai de Plata de la Filharmònica de Viena

## Commemoració
El 17 d'agost de 2020, es van posar records per a ell, Paul Fischer, Alma i Arnold Rosé, així com per a Julius Stwertka davant de la Casa de Mozart a Salzburg.